# Seminola (Film)
Seminola ist ein US-amerikanischer Western aus dem Jahr 1953 von Budd Boetticher mit Rock Hudson, Barbara Hale und Anthony Quinn in den Hauptrollen.

## Handlung
Im Jahr 1835 leitet Colonel Taylor in Fort King, dem Hauptquartier der US-Armee für das Florida-Territorium, das Kriegsgericht gegen Lieutenant Caldwell, dem wegen Befehlsverweigerung, Ungehorsam und Mord die Todesstrafe droht. Caldwell beteuert seine Unschuld und erzählt seine Version der Geschichte, beginnend mit der Zeit, als er als Absolvent von West Point zum ersten Mal in das Florida-Territorium einritt.
Kurz nach seiner Ankunft in Fort King wird Caldwell von Major Degan, seinem strengen Vorgesetzten, von Plänen erzählt, die Seminolen-Indianer in Reservate im Westen umzusiedeln, um Platz für landwirtschaftliche Entwicklung zu schaffen. Degan erzählt Caldwell auch, dass Häuptling Osceola, der Anführer der Seminolen, ihren Plänen im Wege steht, indem er sich weigert, sein Volk aus Florida vertreiben zu lassen. Caldwells Vorschlag, dass die Armee einen Dialog mit den Seminolen eröffnen solle, stößt auf den scharfen Vorwurf von Degan, der glaubt, dass die gewaltsame Vertreibung der Indianer die einzige Möglichkeit sei, an das Land zu kommen. Später am Abend besucht Caldwell seine Jugendliebe Revere Muldoon, die er seit seiner Abreise nach West Point vor fünf Jahren nicht mehr gesehen hat. Die beiden erinnern sich an ihren halbindianischen Freund John Powell, der, wie Revere sagt, verschwunden ist. Revere weicht weiteren Fragen zu John aus, der in Wirklichkeit Osceola ist, ihr Geliebter.
Osceola teilt Revere mit, dass er sich gerne mit Caldwell treffen würde, um über Frieden zu sprechen, und schickt sie mit einer Einladung zurück ins Lager. Unterdessen treffen Caldwell und seine Truppe bei einer Erkundungsmission auf Seminolen. Einer von Caldwells Männern schießt einem sich zurückziehenden Indianerhäuptling in den Rücken. Der tote Häuptling ist Kulack, dessen Sohn Kajeck unbedingt einen Kampf mit den Weißen führen möchte. Zurück in der Festung tadelt Degan Caldwell dafür, dass er die Offensive gegen die Seminolen aufgehalten und den Soldaten, der auf die Feinde geschossen hat, getadelt hat. Degan weist Caldwells Warnung vor einem sofortigen Angriff auf die Seminolen zurück und bildet eine kleine Abteilung, um gegen Osceola vorzugehen. Die Abteilung wird von Seminole-Kriegern fast vollständig vernichtet. Caldwell wird im Kampf verwundet, aber von Osceola in Sicherheit gebracht, der den Lieutenant als seinen alten Freund erkennt. Nur Degan und einer seiner Offiziere schaffen es zurück zum Fort, wo der Major, durch die Niederlage völlig verwirrt, einen verzweifelten Versuch unternimmt, seine fehlgeschlagene Expedition zu vertuschen. Er ruft Revere herbei und nachdem er sie und Caldwell beschuldigt hat, mit dem Feind verkehrt zu haben, gibt er ihr die Gelegenheit, ihre Unschuld zu beweisen, indem sie ein Powwow mit Osceola arrangiert.
Degans Garantie eines Waffenstillstands erweist sich jedoch als Finte, als Degan Osceola während des Powwows fast zu Tode schlagen und in eine Grube werfen lässt. Als Caldwell Degan wütend der Täuschung beschuldigt, schlägt Degan ihm ins Gesicht und schwört, ihn vor ein Kriegsgericht zu stellen. Später in der Nacht schleicht sich Kajeck in die Festung, tötet einen Wachmann und versucht, Osceola zu erdolchen, weil er sein Volk „im Stich gelassen“ hat. Lance unternimmt einen erfolglosen Versuch, Osceola vor dem Angriff zu retten, doch als Kajeck flieht, wird Caldwell beschuldigt, den Wachposten ermordet zu haben.
Caldwell schließt seine Aussage vor dem Kriegsgericht mit einem Eid ab, dass seine Version der Geschichte wahr ist. Das Gericht spricht Caldwell des Mordes an dem Wachposten für schuldig und verurteilt ihn zum Tode. Kurz vor der geplanten Hinrichtung trifft Revere mit Kajeck ein, der seine Schuld gesteht. Caldwell wird entlastet, Degan fällt in Ungnade.

## Hintergrund
Gedreht wurde der Film von Ende Juni bis Ende Juli 1952 im Everglades-Nationalpark.
Laut dem Vorwort wurde die Geschichte des Films „den Seiten der Geschichte entnommen“. Während viele der im Film präsentierten historischen und biografischen Details korrekt waren, wurden einige der Namen im Film, darunter Major Francis Dade, geändert.
Alexander Golitzen und Emrich Nicholson oblag die künstlerische Leitung. Russell A. Gausman und Joseph Kish waren für das Szenenbild zuständig, Rosemary Odell für die Kostüme, Bud Westmore für das Maskenbild. Verantwortliche Toningenieure waren Glenn A. Anderson und Leslie I. Carey. Dewey Starkey arbeitete als Produktionsmanager, Philip H. Lathrop als Kameraführer. Musikalischer Direktor war Joseph Gershenson.

## Synchronisation
Die deutsche Synchronfassung entstand 1953 im Auftrag der Simoton Film in Berlin unter der Dialogregie von Eberhard Cronshagen, Versuch das Dialogbuch verfasste.
| Rolle          | Schauspieler    | Deutscher Synchronsprecher |
| -------------- | --------------- | -------------------------- |
| Lt. Caldwell   | Rock Hudson     | Horst Niendorf             |
| Revere Muldoon | Barbara Hale    | Hannelore Minkus           |
| Osceola        | Anthony Quinn   | Herbert Wilk               |
| Major Degan    | Richard Carlson | Alfred Balthoff            |
| Kajeck         | Hugh O’Brian    | Fritz Tillmann             |
| Lt. Hamilton   | Russell Johnson | Peter Petersz              |
| Sgt. Magruder  | Lee Marvin      | Manfred Meurer             |
| Kulak          | Ralph Moody     | Alfred Haase               |
| Col. Taylor    | Fay Roope       | Walter Altenkirch          |
| Crp. Gerad     | James Best      | Gerd Vespermann            |
| Farmer         | Walter Reed     | Hand W. Hamacher           |

## Veröffentlichung
Die Premiere des Films fand am 20. März 1953 in Los Angeles statt. In der Bundesrepublik Deutschland kam er am 4. Dezember 1953 in die Kinos, in Österreich unter dem Titel Die Rache der Seminolen am 7. Januar 1954.

## Kritiken
Der Filmkritiken-Aggregator Rotten Tomatoes hat in einer Auswertung ein Publikumsergebnis von 40 Prozent positiver Bewertungen ermittelt.
Das Lexikon des internationalen Films schrieb: „Der psychologisch etwas oberflächliche Western behandelt amerikanische Rassenkonflikte und kann mit einigen packenden Bildfolgen aufwarten.“
Die Filmzeitschrift Cinema befand: „B-Filmpapst Budd Boetticher ehrt hier den einzigen Stamm, der nie von den Weißen besiegt wurde. Fazit: Stilsichere, militär-kritische B-Filmperle.“